# 糸満道路
糸満道路（いとまんどうろ）は、沖縄県糸満市を通る総延長3.4 kmの国道331号バイパスである。

## 概要
読谷道路、嘉手納バイパス、宜野湾バイパス、浦添北道路、那覇西道路、豊見城道路とともに、地域高規格道路沖縄西海岸道路の一部を構成する。
2002年に糸満市役所の移転に伴い、同市潮崎町の一部が部分開通したのを皮切りに、2012年に全線開通（一部を除き暫定2車線）、2017年3月4日に全線完成4車線に拡幅された。
一方、並行する旧道区間（糸満市兼城 - 糸満ロータリー - 同市真栄里）は2017年4月1日に豊見城道路の旧道区間（豊見城市名嘉地 - 糸満市兼城）と合わせて沖縄県道256号豊見城糸満線として県道に降格された（同県道は沖縄県道68号線も同路線廃止したうえで統合された）。

### 路線データ
- 起点 : 沖縄県糸満市西崎
- 終点 : 沖縄県糸満市字真栄里
- 総延長 : 3.4 km
- 規格 : 第4種第1級
- 道路幅員
  - 一般部 : 30.0 m
  - 専用部 : 18.5 m
- 車線数 : 4車線
- 車線幅員 : 3.5 m
- 設計速度 : 60 km/h（潮崎 - 真栄里は制限速度50km/h、また高架橋の側道は40km/h）

## 歴史
- 1989年度 : 事業化（当時は糸満バイパスとして）
- 1994年度 : 地域高規格道路に指定
- 1998年6月26日 : 都市計画決定
- 2002年 : 糸満市潮崎町 - 糸満市真栄里間 (0.8 km) が暫定2車線で開通
- 2004年3月31日 : 糸満市西崎 (0.4 km) が暫定2車線で開通、同時に豊見城道路の糸満市西崎 (0.7 km) も暫定2車線で開通（いずれも元の糸満市道が、国道に昇格した上で道路改良）
- 2012年3月31日 : 糸満市西崎 - 糸満市糸満 (1.6 km) （暫定2車線）および糸満市真栄里 (1.0 km) （4車線）の両区間の開通に伴い全線開通
- 2017年3月4日 : 糸満市西崎 - 糸満市糸満 (1.6 km) が4車線化、これにより全線4車線拡幅が完成[2]
- 2017年4月1日 : 豊見城道路・糸満道路の両道路が国道331号の本線となり、並行する旧道区間（糸満市兼城 - 真栄里）が豊見城道路の旧道（豊見城市名嘉地 - 糸満市兼城）と合わせて沖縄県道256号豊見城糸満線として県道に降格された[1]。

## 地理

### 通過する自治体
- 沖縄県
  - 糸満市

### 交差する道路
- 国道331号（豊見城道路・起点）
- 沖縄県道250号糸満具志頭線（起点）
- 沖縄県道77号糸満与那原線（糸満市糸満）
- 国道507号（糸満市糸満 - 終点）
- 沖縄県道256号豊見城糸満線（糸満市真栄里、本道路開通前の旧国道331号）
- 国道331号（名城バイパス）